# Nationalliga A (Eishockey) 1993/94
Die Spielzeit 1993/94 war die 56. reguläre Spielzeit der Nationalliga A. Schweizer Meister wurde der EHC Kloten. In die Nationalliga B musste der EHC Olten absteigen.

## Modus
Gespielt wurden von den zehn Teams zunächst zwei Doppelrunden zu je 18 Spielen, in denen die acht Teilnehmer für die Playoffs ermittelt wurden.

## Tabellen

### Qualifikation
| Pl. | Team                 | Sp. | S  | U | N  | Tore      | Pkt. |
| --- | -------------------- | --- | -- | - | -- | --------- | ---- |
| 1.  | HC Fribourg-Gottéron | 36  | 29 | 3 | 4  | 193 : 83  | 61   |
| 2.  | EHC Kloten           | 36  | 21 | 8 | 7  | 137 : 90  | 50   |
| 3.  | HC Lugano            | 36  | 19 | 5 | 12 | 129 : 102 | 43   |
| 4.  | EV Zug               | 36  | 19 | 3 | 14 | 152 : 135 | 41   |
| 5.  | SC Bern              | 36  | 18 | 4 | 14 | 140 : 108 | 40   |
| 6.  | HC Ambrì-Piotta      | 36  | 17 | 2 | 17 | 137 : 142 | 36   |
| 7.  | HC Davos             | 36  | 12 | 3 | 21 | 97 : 136  | 27   |
| 8.  | Zürcher SC           | 36  | 9  | 6 | 21 | 125 : 149 | 24   |
| 9.  | EHC Olten            | 36  | 8  | 4 | 24 | 96 : 176  | 20   |
| 10. | EHC Biel             | 36  | 8  | 2 | 26 | 83 : 170  | 18   |

### Statistik
| Nr. | Nat.               | Team                 | Name               | T  | A  | Pkt |
| --- | ------------------ | -------------------- | ------------------ | -- | -- | --- |
| 1.  | Russland           | HC Fribourg-Gottéron | Wjatscheslaw Bykow | 30 | 44 | 74  |
| 2.  | Russland           | HC Fribourg-Gottéron | Andrei Chomutow    | 39 | 34 | 73  |
| 3.  | Russland           | HC Ambrì-Piotta      | Igor Fjodulow      | 31 | 29 | 60  |
| 4.  | Kanada             | EV Zug               | Ken Yaremchuk      | 17 | 39 | 56  |
| 5.  | Schweiz            | HC Fribourg-Gottéron | Pascal Schaller    | 28 | 24 | 52  |
| 6.  | Schweden           | EHC Kloten           | Mikael Johansson   | 22 | 29 | 51  |
| 7.  | Vereinigte Staaten | EV Zug               | Tom Fergus         | 21 | 29 | 51  |
| 8.  | Kanada             | EHC Olten            | Mike Richard       | 29 | 19 | 48  |
| 9.  | Kanada             | HC Davos             | Gilles Thibaudeau  | 32 | 15 | 47  |
| 10. | /                  | HC Fribourg-Gottéron | Chad Silver        | 15 | 31 | 46  |

(Legende zur Spielerstatistik: Sp oder GP = absolvierte Spiele; T oder G = erzielte Tore; V oder A = erzielte Assists; Pkt oder Pts = erzielte Scorerpunkte; SM oder PIM = erhaltene Strafminuten; +/− = Plus/Minus-Bilanz; PP = erzielte Überzahltore; SH = erzielte Unterzahltore; GW = erzielte Siegtore; 1 Play-downs/Relegation; Kursiv: Statistik nicht vollständig)

### Auszeichnungen
Jaques-Plante Trophy
- Dino Stecher, HC Fribourg-Gottéron -

All-Star-Team
- Renato Tosio (Bern); Patrice Brasey (Fribourg) – Anders Eldebrink (Kloten); Pascal Schaller (Fribourg) – Wjatscheslaw Bykow (Fribourg) – Andrei Chomutow (Fribourg).

## Playoffs

### Turnierbaum
| Viertelfinal | Viertelfinal         | Viertelfinal |   |                      | Halbfinal  | Halbfinal | Halbfinal |  |  | Final | Final | Final |
|              |                      |              |   |                      |            |           |           |  |  |       |       |       |
| 1            | HC Fribourg-Gottéron | 3            |   |                      |            |           |           |  |  |       |       |       |
| 8            | Zürcher SC           | 0            |   |                      |            |           |           |  |  |       |       |       |
|              |                      |              | 1 | HC Fribourg-Gottéron | 3          |           |           |  |  |       |       |       |
|              |                      |              |   | 4                    | EV Zug     | 1         |           |  |  |       |       |       |
| 4            | EV Zug               | 3            |   |                      |            |           |           |  |  |       |       |       |
| 5            | SC Bern              | 2            |   |                      |            |           |           |  |  |       |       |       |
|              |                      |              | 1 | HC Fribourg-Gottéron | 1          |           |           |  |  |       |       |       |
|              |                      |              |   | 2                    | EHC Kloten | 3         |           |  |  |       |       |       |
| 2            | EHC Kloten           | 3            |   |                      |            |           |           |  |  |       |       |       |
| 7            | HC Davos             | 1            |   |                      |            |           |           |  |  |       |       |       |
|              |                      |              | 2 | EHC Kloten           | 3          |           |           |  |  |       |       |       |
|              |                      |              |   | 3                    | HC Lugano  | 1         |           |  |  |       |       |       |
| 3            | HC Lugano            | 3            |   |                      |            |           |           |  |  |       |       |       |
| 6            | HC Ambrì-Piotta      | 2            |   |                      |            |           |           |  |  |       |       |       |
|              |                      |              |   |                      |            |           |           |  |  |       |       |       |

### Viertelfinal
Das Viertelfinal wird im Modus Best of Five ausgespielt.
|                      |   |                 | Serie | 1                   | 2                   | 3                    | 4                                   | 5                              |
| -------------------- | - | --------------- | ----- | ------------------- | ------------------- | -------------------- | ----------------------------------- | ------------------------------ |
| HC Fribourg-Gottéron | - | Zürcher SC      | 3:0   | 8:2 (1:1, 3:0, 4:1) | 6:5 (3:3, 2:0, 1:2) | 10:1 (4:0, 4:0, 2:1) | -                                   | -                              |
| EHC Kloten           | - | HC Davos        | 3:1   | 2:3 (0:1, 0:2, 2:0) | 5:0 (1:0, 2:0, 2:0) | 7:1 (3:0, 2:1, 2:0)  | 5:4 (1:1, 1:3, 3:0)                 | -                              |
| HC Lugano            | - | HC Ambrì-Piotta | 3:2   | 2:3 (1:3, 1:0, 0:0) | 4:1 (1:1, 1:0, 2:0) | 6:3 (3:1, 1:1, 2:1)  | n. P. 1:2 (0:0, 1:1, 0:0, 0:0, 0:1) | 4:1 (2:0, 1:1, 1:0)            |
| EV Zug               | - | SC Bern         | 3:2   | 4:3 (0:2, 0:0, 4:1) | 0:5 (0:0, 0:3, 0:2) | 4:2 (3:1, 0:0, 1:1)  | 0:8 (0:2, 0:3, 0:3)                 | n. V. 2:1 (1:1, 0:0, 0:0, 1:0) |

### Halbfinal
|                      |   |           | Serie | 1                   | 2                   | 3                   | 4                   | 5 |
| -------------------- | - | --------- | ----- | ------------------- | ------------------- | ------------------- | ------------------- | - |
| HC Fribourg-Gottéron | - | EV Zug    | 3:1   | 7:5 (2:0, 3:3, 2:2) | 4:5 (0:1, 1:2, 3:3) | 9:3 (2:0, 3:2, 4:1) | 7:3 (1:0, 2:2, 4:1) | - |
| EHC Kloten           | - | HC Lugano | 3:1   | 5:3 (3:1, 0:1, 2:1) | 2:5 (0:2, 1:2, 1:1) | 2:0 (0:0, 1:0, 1:0) | 5:2 (1:1, 1:0, 3:1) | - |

### Final
|                      |   |            | Serie | 1                   | 2                   | 3                   | 4                   | 5 |
| -------------------- | - | ---------- | ----- | ------------------- | ------------------- | ------------------- | ------------------- | - |
| HC Fribourg-Gottéron | - | EHC Kloten | 1:3   | 4:5 (1:2, 2:1, 1:2) | 4:1 (1:0, 0:1, 3:0) | 2:4 (0:2, 2:1, 0:1) | 4:6 (2:1, 2:1, 0:4) | - |

Der EHC Kloten ist somit Schweizer Meister der Spielzeit 1993/94.

### Playoff-Statistik
| Nr. | Team                 | Name               | T  | A  | Pkt |
| --- | -------------------- | ------------------ | -- | -- | --- |
| 1.  | HC Fribourg-Gottéron | Wjatscheslaw Bykow | 11 | 20 | 31  |
| 2.  | HC Fribourg-Gottéron | Andrei Chomutow    | 12 | 14 | 26  |
| 3.  | EHC Kloten           | Roman Wäger        | 9  | 14 | 23  |
| 4.  | EHC Kloten           | Mikael Johansson   | 11 | 6  | 17  |
| 5.  | HC Fribourg-Gottéron | Pascal Schaller    | 10 | 7  | 17  |

(Legende zur Spielerstatistik: Sp oder GP = absolvierte Spiele; T oder G = erzielte Tore; V oder A = erzielte Assists; Pkt oder Pts = erzielte Scorerpunkte; SM oder PIM = erhaltene Strafminuten; +/− = Plus/Minus-Bilanz; PP = erzielte Überzahltore; SH = erzielte Unterzahltore; GW = erzielte Siegtore; 1 Play-downs/Relegation; Kursiv: Statistik nicht vollständig)

## Playouts
Die Relegationsspiele wurden im Modus Best of Seven ausgespielt.

### EHC Olten – EHC Biel 2:4
Der EHC Olten musste in die Nationalliga B absteigen.